# Andreu Ponsirenas Martorell
Andreu Ponsirenas Martorell (Badalona, 1919 - 2011) fou dirigent esportiu vinculat al basquetbol.
Va ser un dels fundadors del Centre Parroquial Sant Josep de Badalona el 1942, i va crear la seva secció de bàsquet, en la qual va jugar durant dos anys. Després, va passar a desenvolupar tasques d'entrenador i dirigent fins a arribar a la presidència del club. Va presidir la Federació Catalana de Basquetbol entre el 18 de desembre de 1973, quan va ser elegit com a candidat únic proposat pels clubs, i el 1979, quan el va substituir Pere Sust. Durant els sis anys que va ser president també va ser membre de la junta directiva de la Federació Espanyola. Rebé la medalla Forjadors de la Història Esportiva de Catalunya el 1995.